# 奥克兰市政厅 (新西兰)
奥克兰市政厅（Auckland Town Hall）是新西兰奥克兰的市政厅，是一座历史建筑，位于皇后街（Queen Street），用于市议会的会议和听证会，拥有著名的大会堂以及单独的音乐厅。市政厅和其周围的环境在该市的分区规划中作为“A类”遗产 ，受到高度保护。

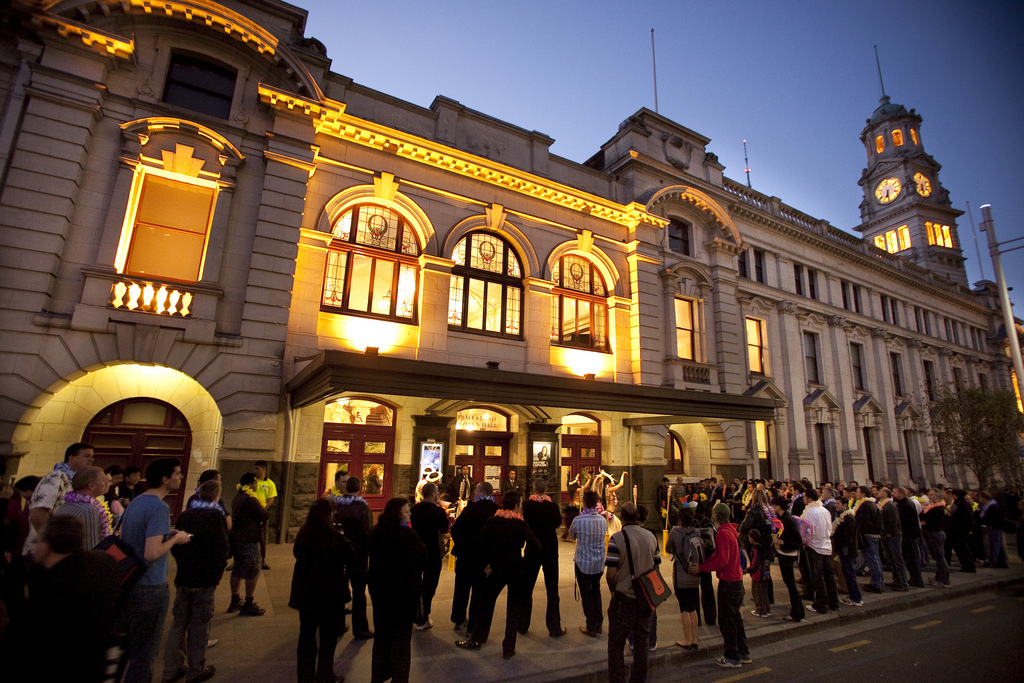
皇后街入口

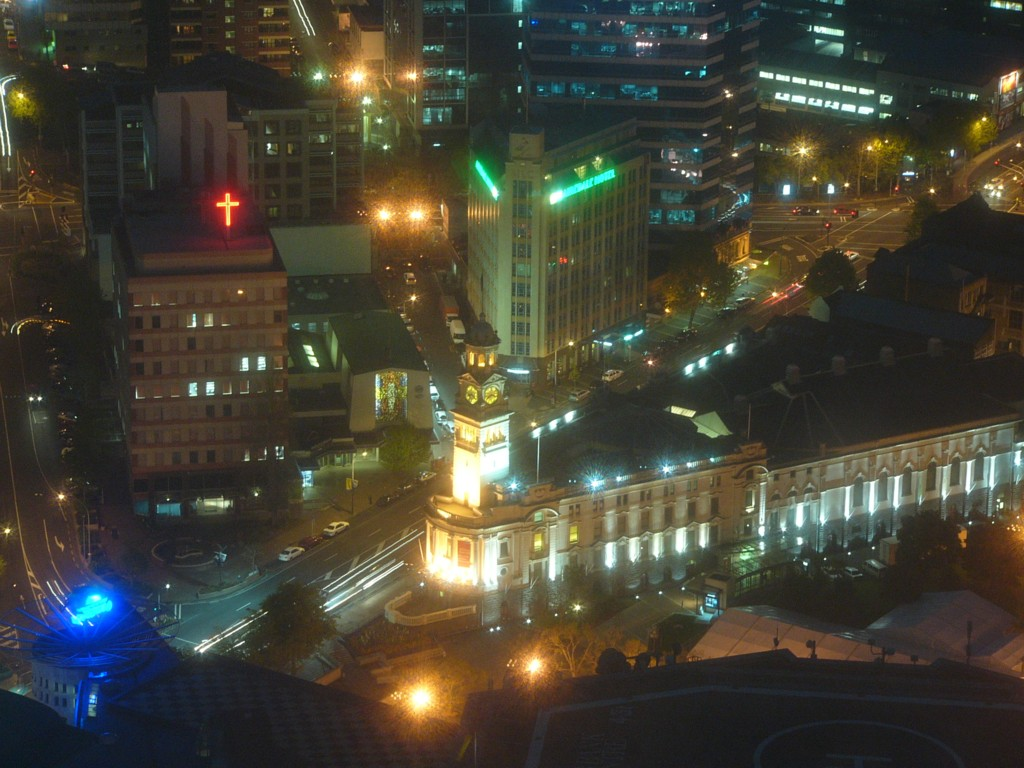
俯视图